# Aspilota armillariae
Aspilota armillariae är en stekelart som beskrevs av Fischer 1969. Aspilota armillariae ingår i släktet Aspilota och familjen bracksteklar. Inga underarter finns listade.